# Lung Ferenc
Lung Ferenc (Budapest, 1932. január 12. –) labdarúgó, kapus.

## Pályafutása
1945-ben kezdett futballozni Rákoskeresztúron. A következő névben már a Pestkörnyéki kölyök válogatottba is bekerült. Ifién a Bp. Bástya (MTK) játékosa volt. 1952-ben az Autótaxiban (NB II) szerepelt 1953 és 1955 között a Kőbányai Dózsa (NB II) labdarúgója volt. 1955-ben került Újpestre, a Budapesti - a későbbi Újpesti - Dózsához. Az első csapatban már ebben az évben, 1955-ben is védett. 1956-tól 1959-ig a Tungsram gyár csapatában (NB II) játszott. 1965-ig 80 bajnoki mérkőzésen szerepelt az Újpesti Dózsában. Tagja volt az 1961–62-es idényben KEK elődöntős és az 1963–64-es idényben VVK negyeddöntős csapatnak.

## Sikerei, díjai
- Magyar bajnokság
  - bajnok: 1959–60
  - 2.: 1960–61, 1961–62
  - 3.: 1962–63, 1965
- Kupagyőztesek Európa-kupája (KEK)
  - elődöntős: 1961–62
- Vásárvárosok kupája (VVK)
  - negyeddöntős: 1963–64